# Ocieszów
Ocieszów (niem. Utschendorf) – część miasta Szczytna, położona w województwie dolnośląskim, w powiecie kłodzkim, w gminie Szczytna.

## Położenie
Ocieszów to dawna wieś, obecnie część Szczytnej (ul. Ludowa), z zachowanym układem łańcuchowym, leżąca u podnóża środkowego piętra Gór Stołowych, pomiędzy centrum miasta a Górą Anny, na wysokości około 490–530 m n.p.m.

## Historia
Ocieszów powstał najprawdopodobniej w XIV wieku w obrębie państwa homolskiego i w kolejnych wiekach dzielił jego losy. W XVIII wieku głównym źródłem utrzymania mieszkańców było rolnictwo. W 1840 roku w miejscowości były: młyn wodny, browar, gorzelnia, gospoda i 37 domów. Po 1918 roku Ocieszów został włączony do Szczytnej.